# Castello di Weimar
Il castello di Weimar (in tedesco Weimarer Stadtschloß o Residenzschloß) si trova nel centro della città di Weimar (Turingia), nella parte settentrionale del cosiddetto Parco di Goethe. Il castello è parte della Weimar classica, patrimonio dell'umanità e dalla fine del 2008 è proprietà della fondazione Klassik Stiftung Weimar.

## Hus tu Wymar
Assai probabilmente, già all'inizio del sesto secolo nel luogo dove oggi si trova il castello si trovava la corte dei re turingi. Il nome più antico a noi pervenuto è quello del conte Guglielmo di Weimar, padrone di casa di un Conventus magnus sotto il regno di Ottone II. A partire dal decimo secolo è documentata l'esistenza di una fortificazione circondata da un fossato, che serviva da sede per i conti di Weimar-Orlamünde.
La fortificazione fu distrutta nel 1299 da un incendio. Il borgo passò successivamente nella proprietà della casata di Wettin, che commissionò la costruzione di un nuovo castello.
In un incendio del 1424, che distrusse gran parte della città di Weimar, il borgo fu distrutto per la seconda volta. Guglielmo III di Sassonia, primo esponente della casa di Wettin a mantenere per lungo tempo la sede della corte a Weimar, commissionò la ricostruzione del castello, che tornò ad essere abitato dal 1439. A quest'epoca risalgono la torre di vedetta, tuttora esistente, e gli edifici ad essa adiacenti, che successivamente presero a essere chiamati "Bastiglia" dalle dame che colà dimoravano.

## Hornstein

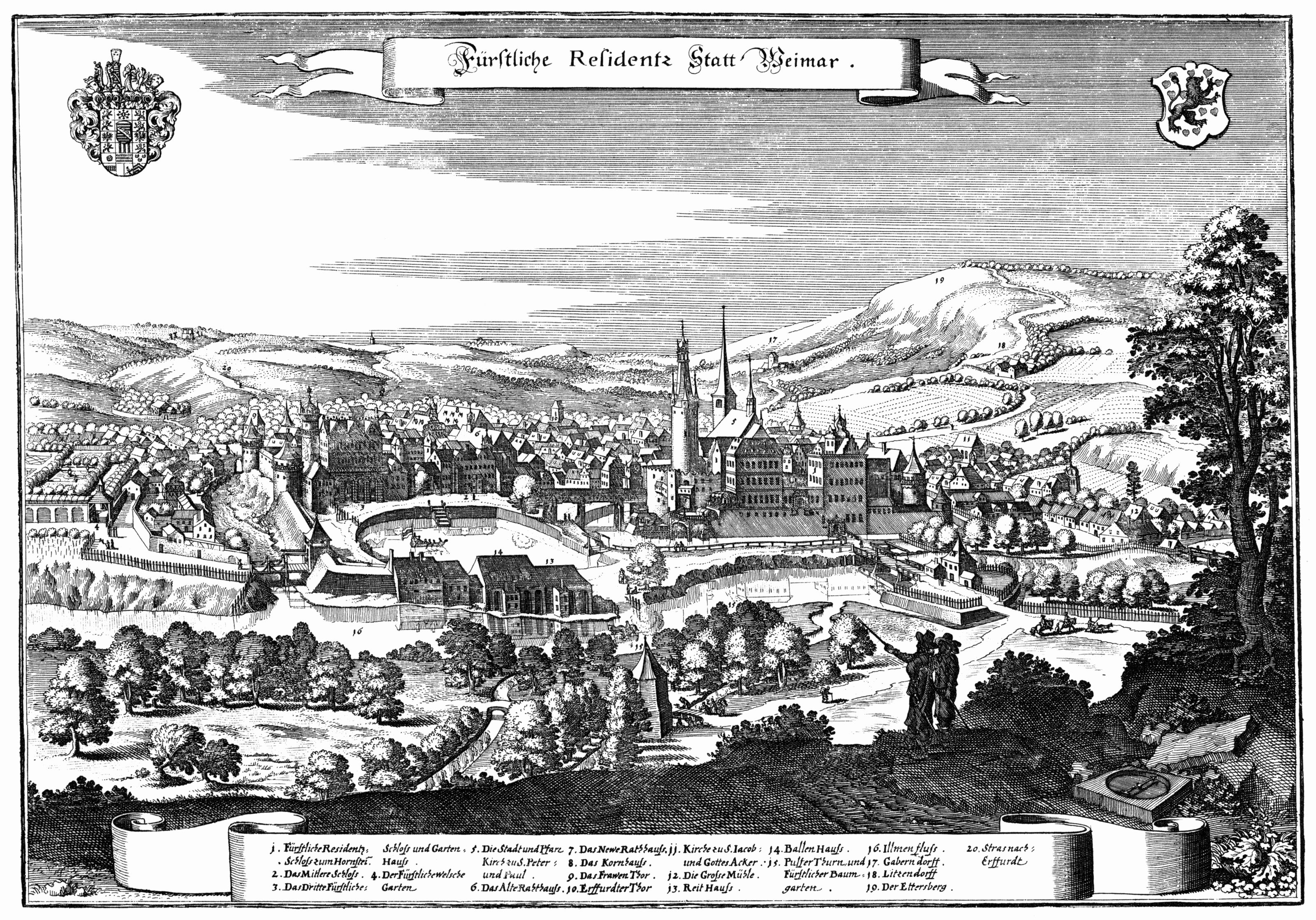
Weimar e il suo castello intorno al 1650

Nel 1485, in seguito alla divisione del Principato di Sassonia, Weimar e il territorio corrispondente grosso modo all'attuale Turingia caddero sotto il dominio della linea ernestina della casata di Wettin, che aveva la sua residenza a Torgau e nella città di Wittenberg.
Federico il Saggio, il più famoso esponente della casa di Wettin, soggiornò spesso a Weimar. A partire dal 1513 il castello di Weimar, che in quest'epoca portava il nome di Hornstein, divenne una delle residenze principali della dinastia ernestina.
Dal 1535, per volontà di Giovanni Federico I di Sassonia, il castello fu ristrutturato. I lavori di ristrutturazione furono diretti da Konrad Krebs e Nicolaus Grohmann e terminarono nel 1604 con la costruzione del Grünes Haus (casa verde). Il nuovo castello, in stile rinascimentale, era di forma ovale ed era circondato da fossati, alimentati dal vicino fiume Ilm.
Al tempo del duca Giovanni di Sassonia-Weimar e di sua moglie Dorotea Maria di Anhalt la piccola città di Weimar divenne un centro culturale di livello europeo. Lo storico Friedrich Hortleder fu chiamato qui come precettore di corte e Melchior Vulpius, antenato di Christiane Vulpius, moglie di Goethe, fu musicista di corte. Il pedagogo illuminato Wolfgang Ratke fondò qui nel 1612 una Scuola tedesca e il 24 agosto 1617 fu fondata qui anche la cosiddetta Società dei Carpofori. Il 2 agosto 1618 - contemporaneamente all'inizio della Guerra dei Trent'anni - un incendio distrusse metà del castello.

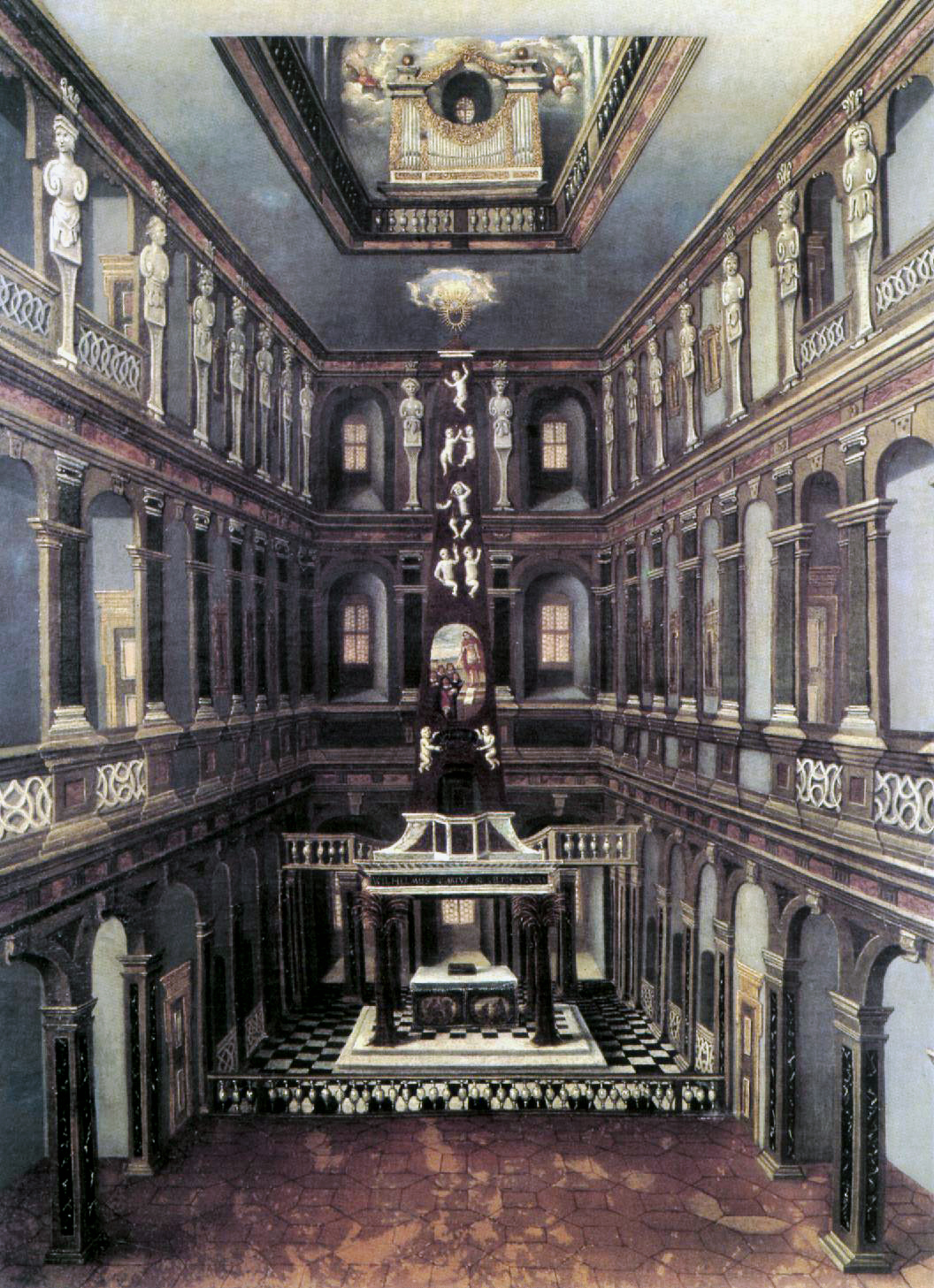
La cappella del castello

Il duca Giovanni Ernesto I di Sassonia-Weimar incaricò della ricostruzione l'architetto italiano Giovanni Bonalino. Nel 1619 ebbero inizio i lavori. Il castello di Hornstein, che continuava ad avere l'aspetto di un borgo, avrebbe dovuto trasformarsi in un grande palazzo di rappresentanza con tre pani e quattro ali, con al centro un grande cortile interno.
A causa della guerra i lavori furono però interrotti nel 1630. L'unico edificio ad essere completato fu la cappella, dove circa ottant'anni dopo, il giovane Johann Sebastian Bach, organista di corte dal 1708 al 1717, avrebbe composto alcune cantate dedicate a questo luogo. Nell'incendio del 6 maggio 1774 la cappella del castello sarebbe stata interamente distrutta.

## Wilhelmsburg
Nel 1626 il governo di Weimar passò nelle mani del duca Guglielmo di Sassonia-Weimar, il quale, nel 1651, dette incarico di dirigere i lavori per la ricostruzione del castello all'architetto turingio Johann Moritz Richter. Questi immaginò un castello a tre ali, aperto verso un parco. Il parco fu realizzato in stile italiano e francese. I lavori di costruzione furono però interrotti per mancanza di fondi. Alla morte del duca Guglielmo nel 1662, i lavori furono interrotti definitivamente. In questo periodo il nome del castello fu Wilhelmsburg.

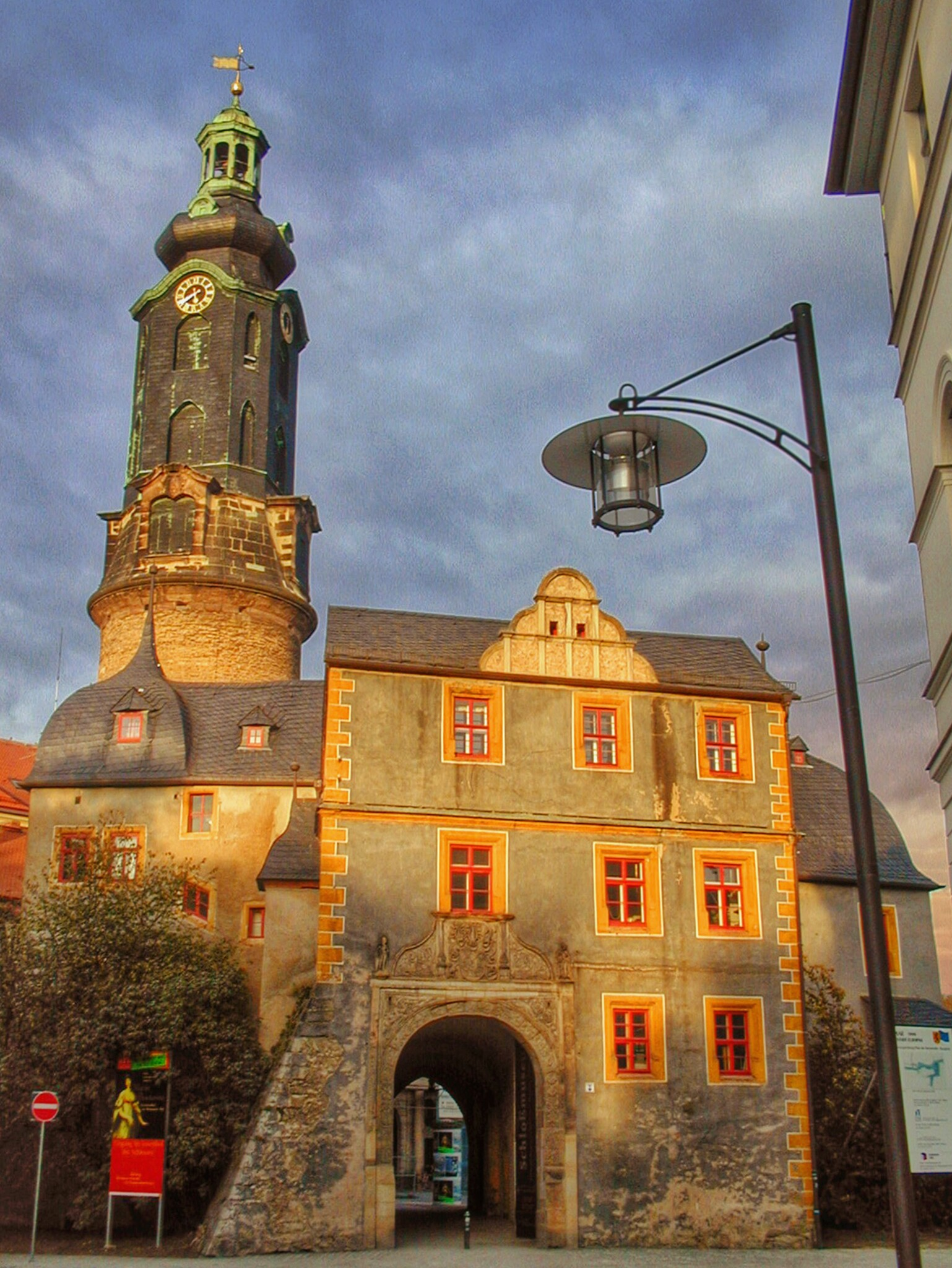
Il corpo d'entrata con la torre.

Il 6 maggio 1774 il Wilhelmsburg fu completamente distrutto da un incendio. Rendendosi necessari dal 1788 misure di sicurezza sempre più cari per la salvaguardia delle rovine del castello, nel 1788, il duca Carlo Augusto cominciò a prendere in considerazione l'ipotesi della costruzione di un nuovo castello. Nel marzo 1789, il duca istituì una commissione all'uopo, in cui ebbe sin dall'inizio un ruolo attivo Johann Wolfgang von Goethe.
Goethe incaricò l'architetto amburghese Johann August Arens, che aveva conosciuto a Roma nel 1787. Arens perse però ben presto interesse all'incarico a causa della dissestata situazione economica del ducato di Weimar. La direzione dei lavori passò così nelle mani dello stesso Goethe. Nel 1796 fu festeggiata la fine dei lavori. Il castello così come appariva alla fine del diciottesimo secolo non aveva più l'aspetto di una fortezza, ma quello di un palazzo a tre ali, aperto verso sud.
Per gli interni del castello, Goethe incaricò Nikolaus Friedrich von Thouret di Ludwigsburg, il quale, in collaborazione con lo stuccatore Friedrich Tieck realizzò varie sale, tuttora esistenti, in stile neoclassico. Nel 1800 a Thouret, che lasciò Weimar, succedette Heinrich Gentz.

## Residenzschloss

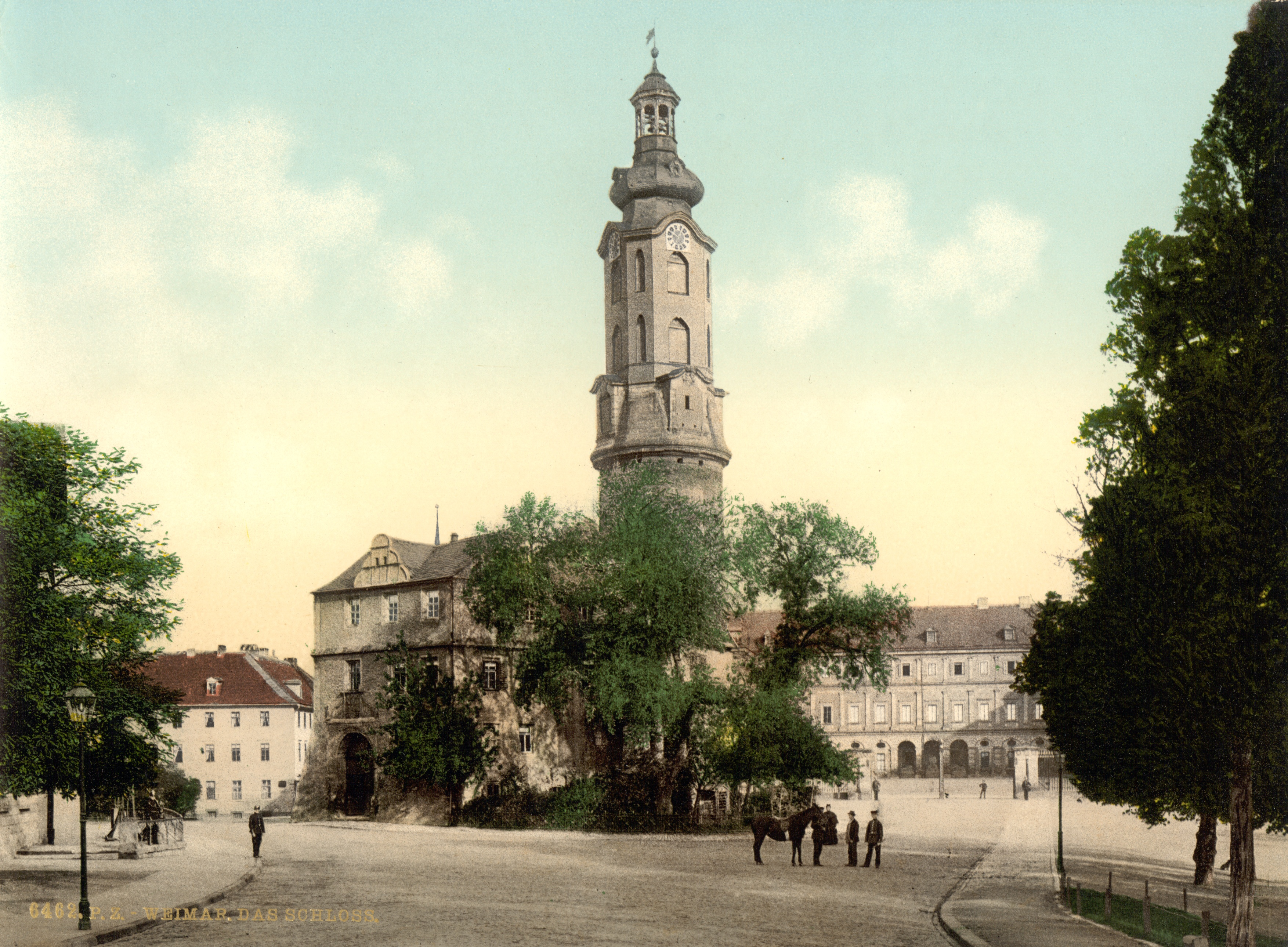
Il Residenzschloss, lato sud (1890-1900)

Dal 1º agosto 1803 l'ala est del castello fu occupata dal duca Carlo Augusto e dalla sua famiglia, ma solo dopo le guerre napoleoniche fu possibile pensare a un ulteriore ampliamento dell'edificio. A questi anni risale la denominazione "Residenzschloss".
Alla granduchessa Marja Pavlovna, nuora di Carlo Augusto, si deve l'idea di dedicare tre sale del castello ai più importanti letterati di Weimar; per la realizzazione di tali sale furono incaricati alcuni tra i pittori più famosi dell'epoca: Friedrich Preller decorò la sala di Wieland; Bernhard von Neher si occupò delle sale dedicate a Goethe e a Schiller; alla decorazione di quest'ultima sala contribuì anche Woldemar Hermann nel 1837/1838.
Negli anni tra il 1844 e il 1847, fu interamente ristrutturata in stile bizantino la cappella del castello e fu creata una galleria dedicata a Goethe, su progetto di Karl Friedrich Schinkel.
Nel 1913/1914 l'edificio a tre ali, aperto verso il parco e verso la città, venne chiuso attraverso la costruzione di una quarta ala.
Il 9 novembre 1918 il duca Guglielmo Ernesto firmò nel castello il suo atto di abdicazione. Solo poche settimane dopo, nelle stesse stanze, si costituì il primo governo repubblicano: era la nascita della cosiddetta Repubblica di Weimar. Dal 1923 il castello è diventato un museo.

Gli interni del castello di Weimar
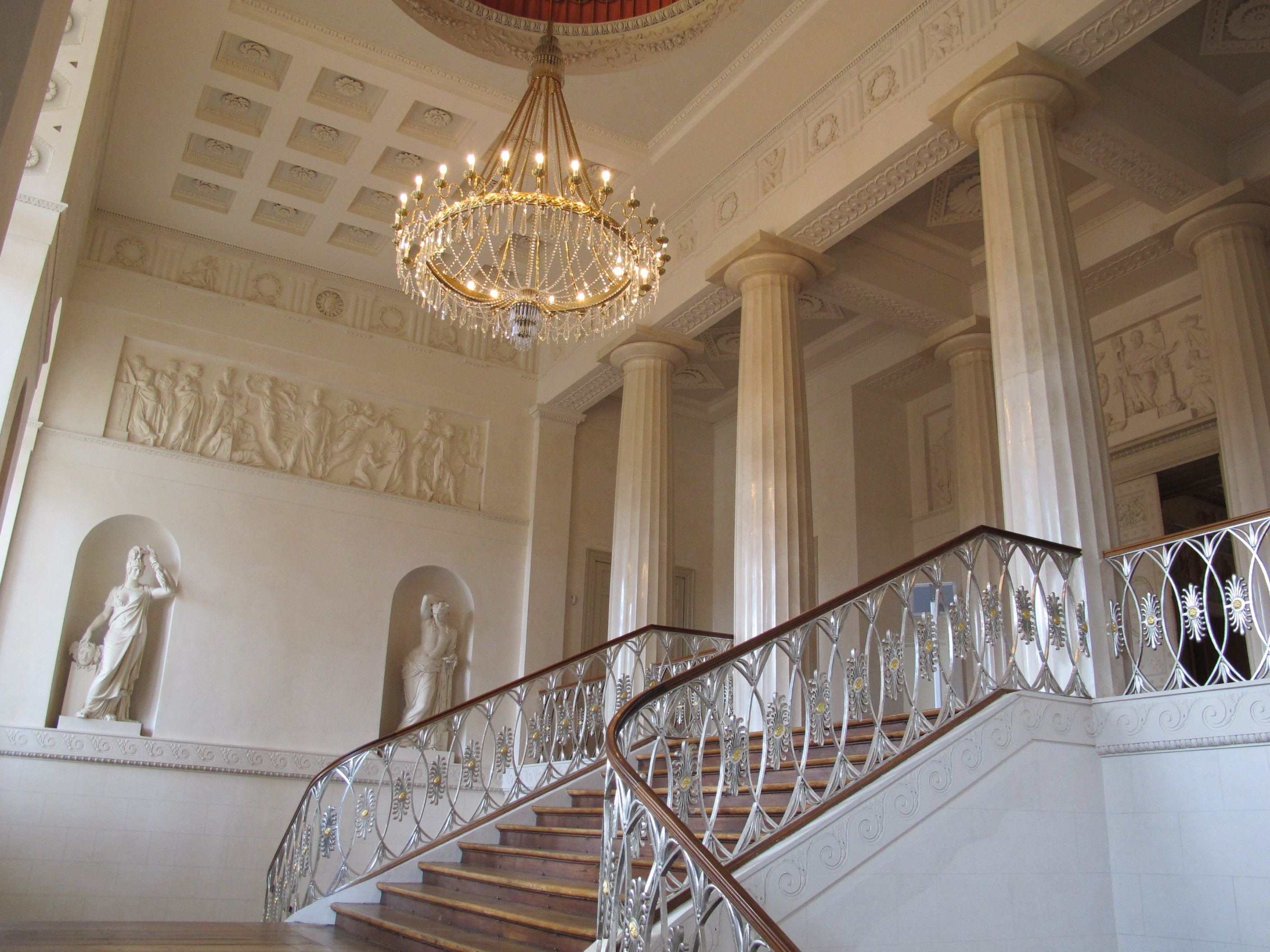
Lo Scalone d'onore
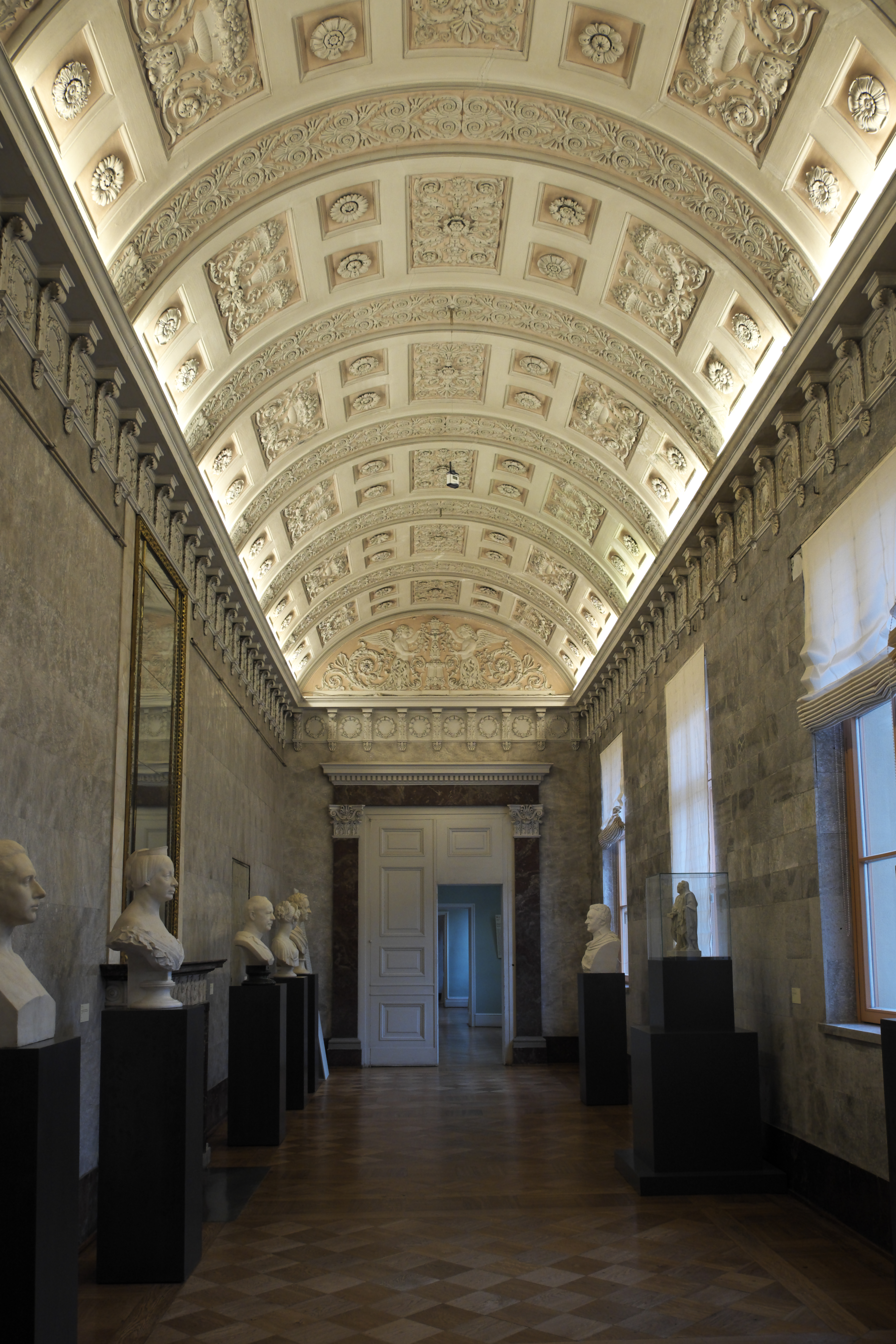
La Galleria di Marmo
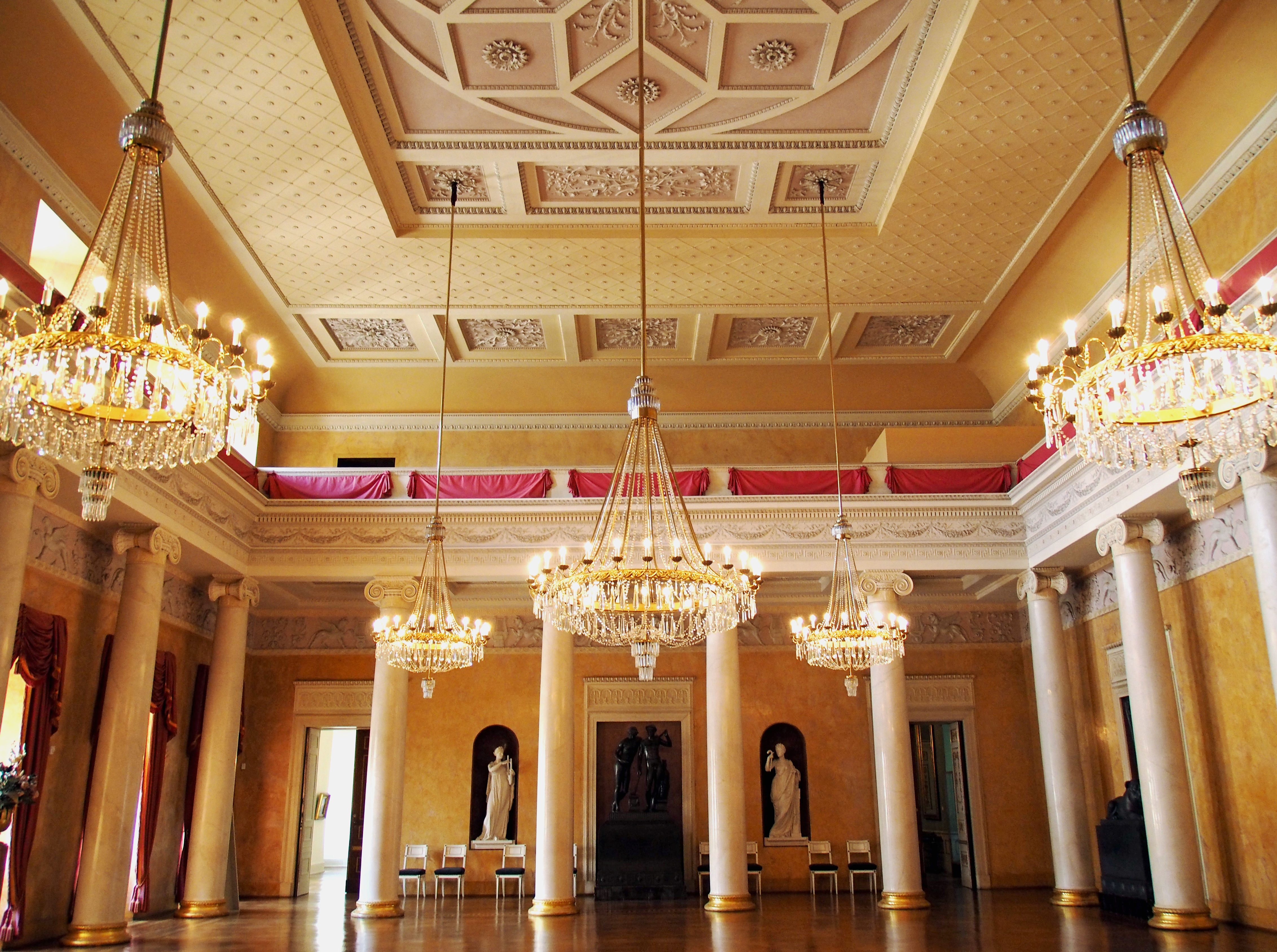
La Sala delle Feste
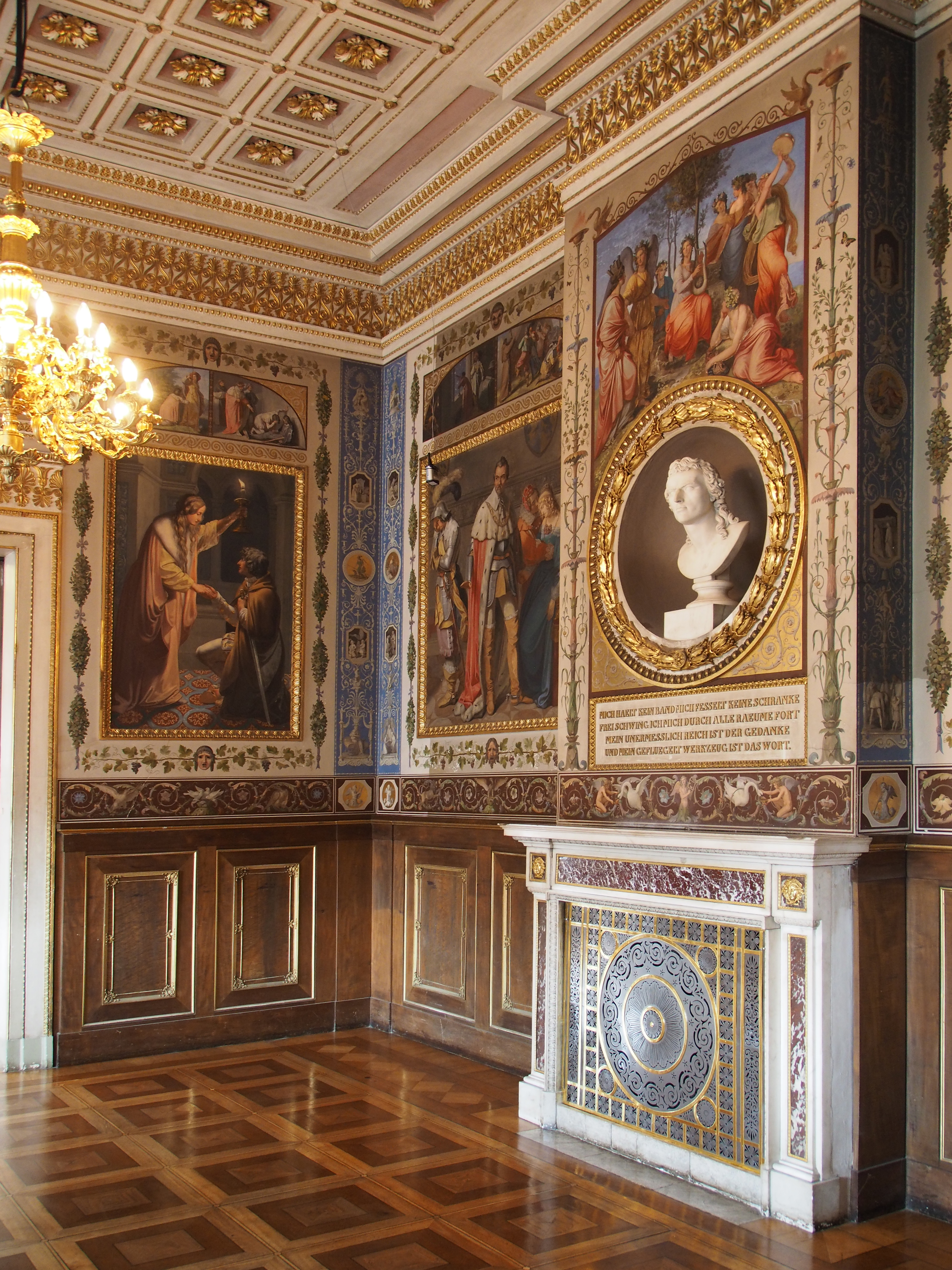
La Stanza di Schiller
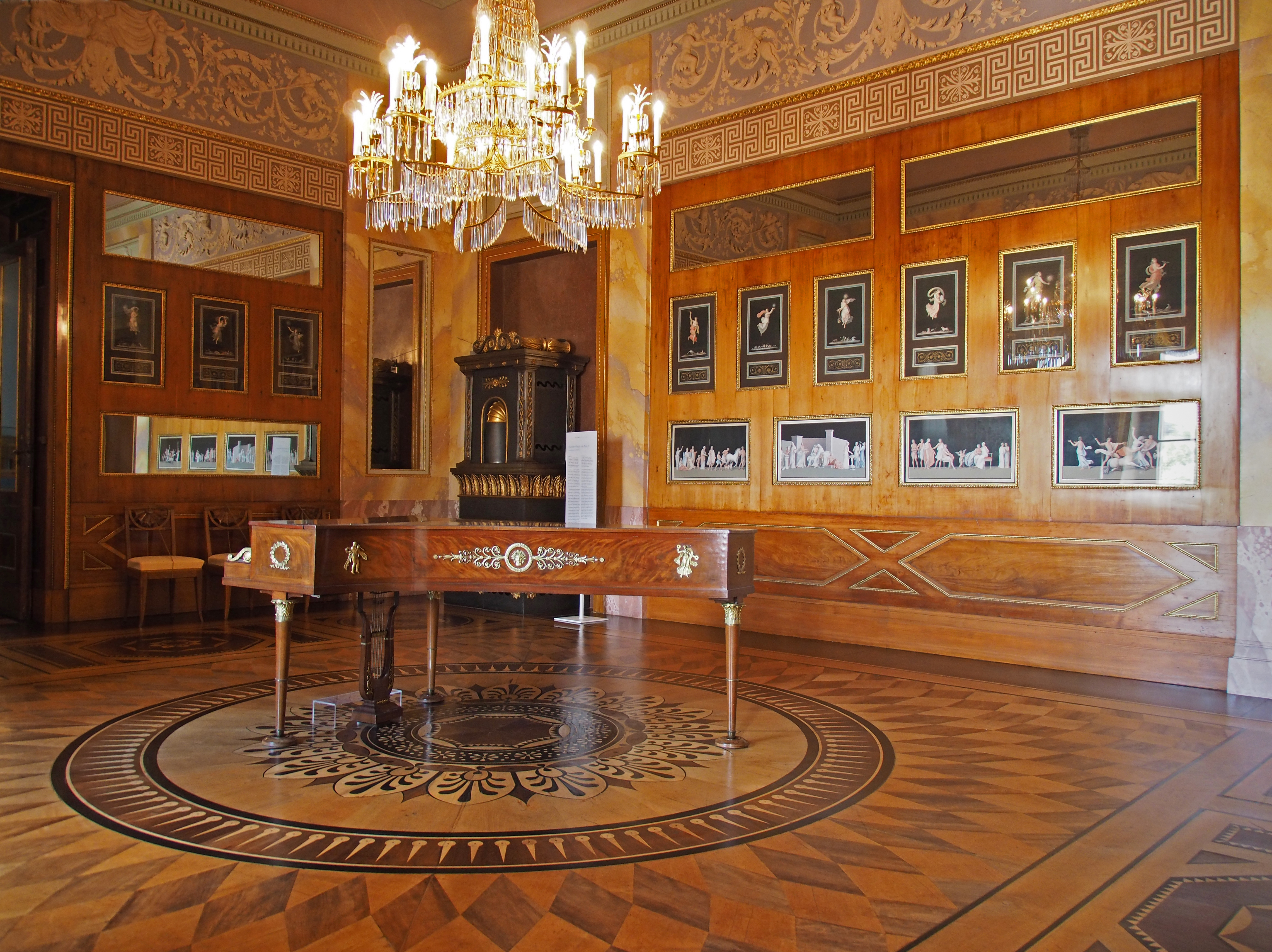
Il Salone di Cedro